# Sericinus montela
Sericinus montela je motýl z čeledi otakárkovití. Vyskytuje se na východě Ruska, v Koreji, Číně a Japonsku. Jeho larvy se živí rostlinami z čeledi podražcovité (Aristolochiaceae). Je to jediný druh z podčeledě jasoni, který se rozmnožuje více než dvakrát za rok. Život a historie tohoto druhu byl důkladně prostudován Monastyriskem a Kotlobayem (1995), Liem (1983), Igarashim (1984) a Nardellim (1993). Existuje však jen málo zveřejněných informací o tomto živočišném druhu.

## Galerie

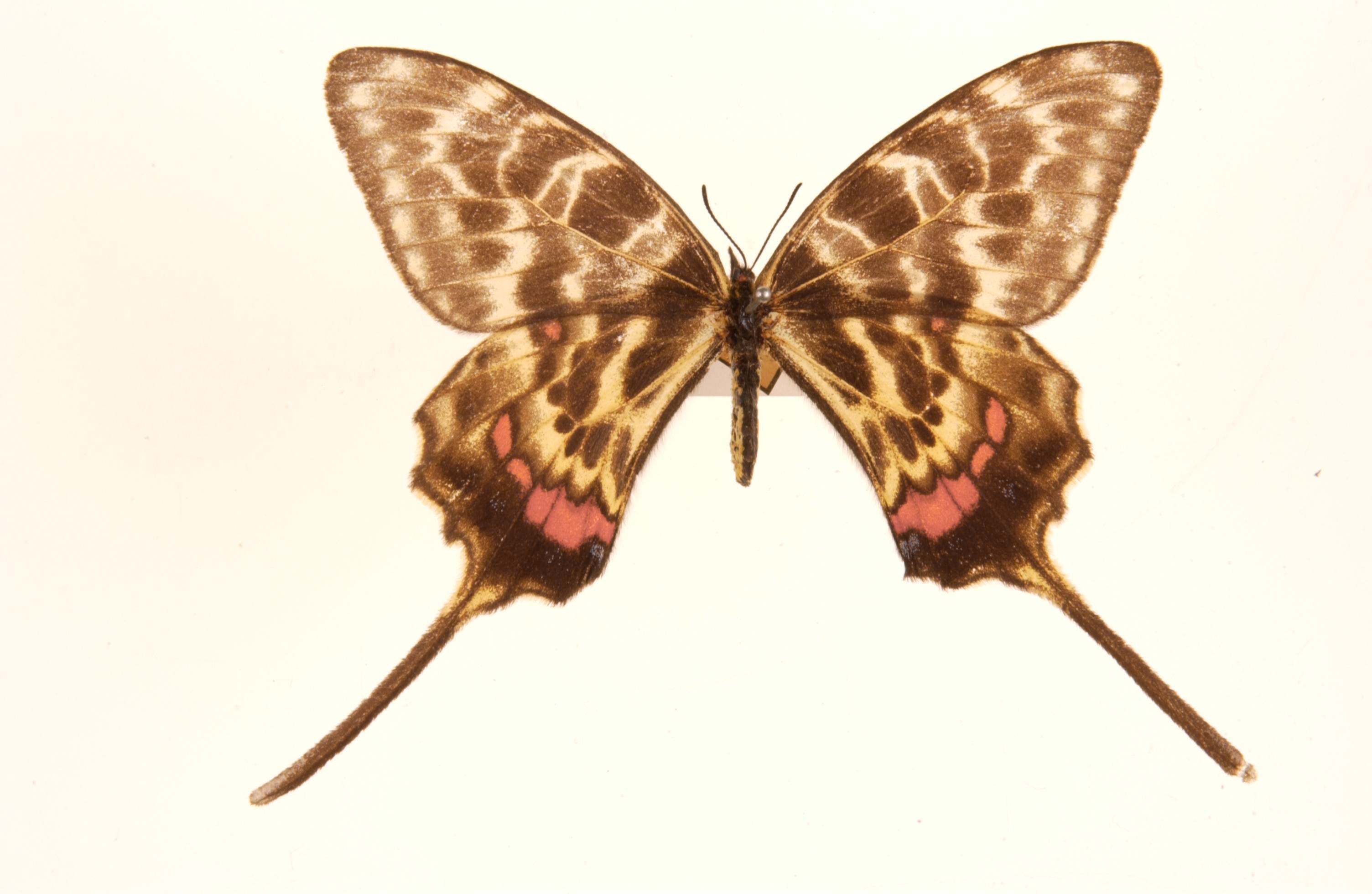
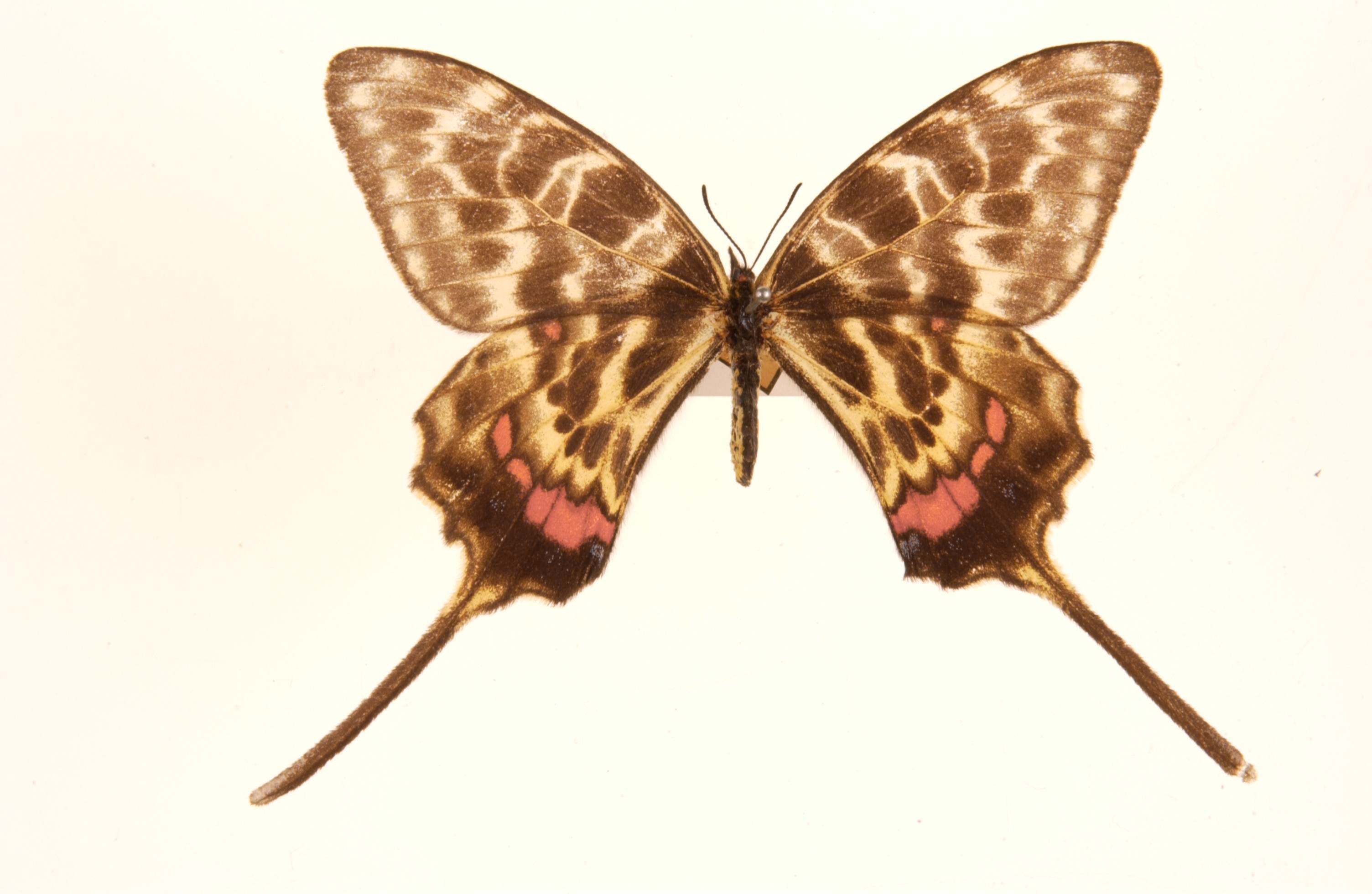
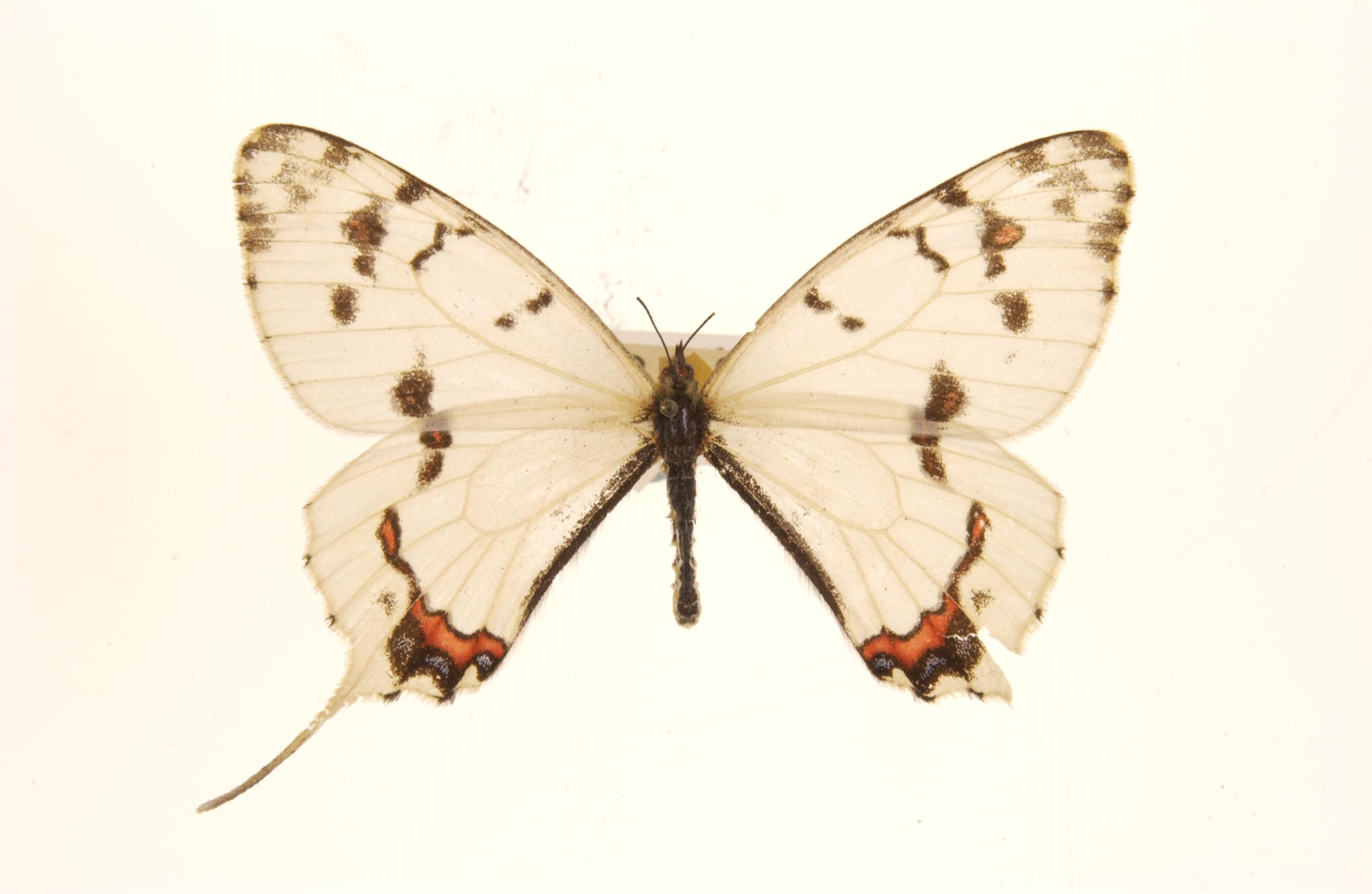
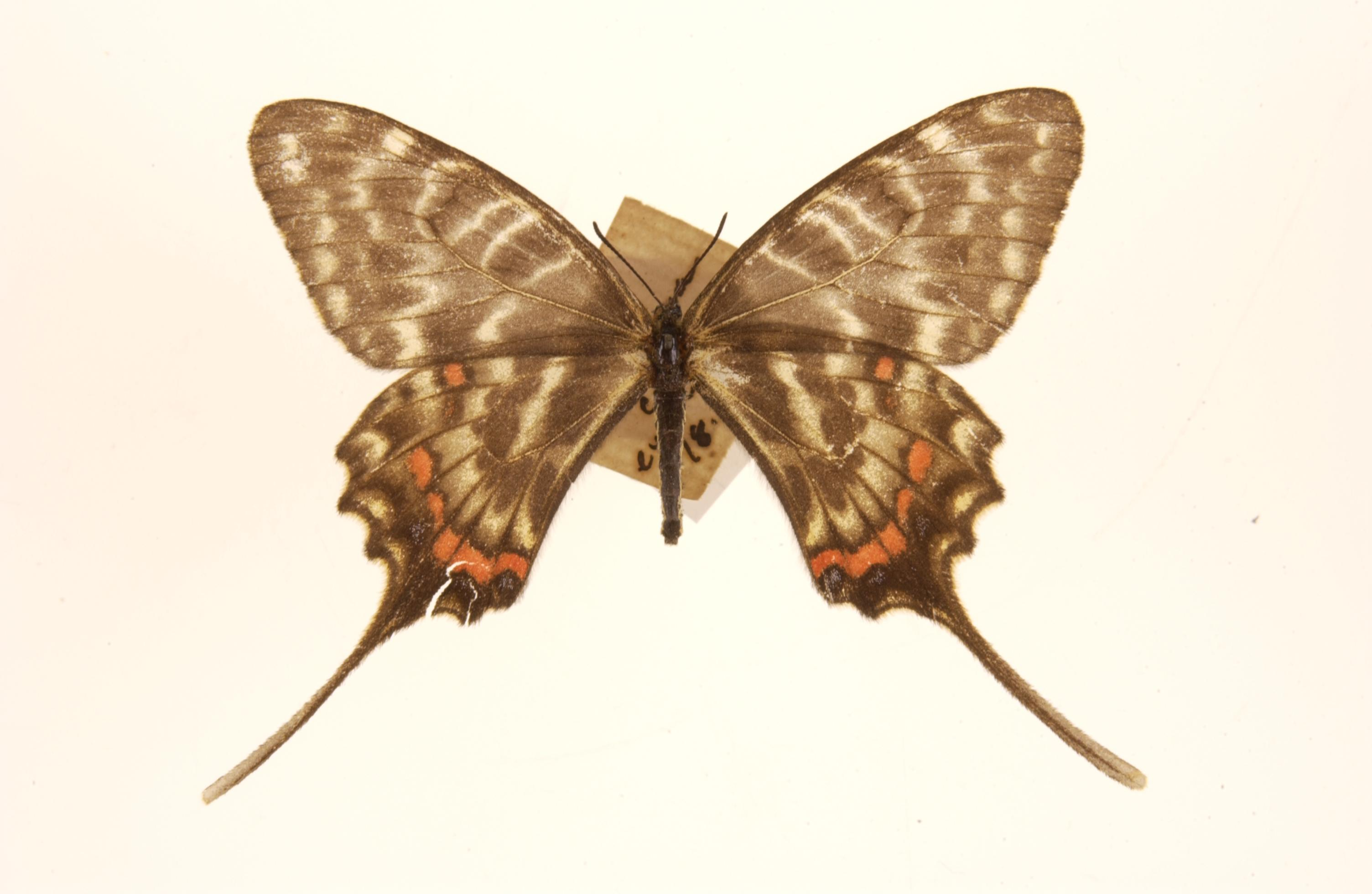
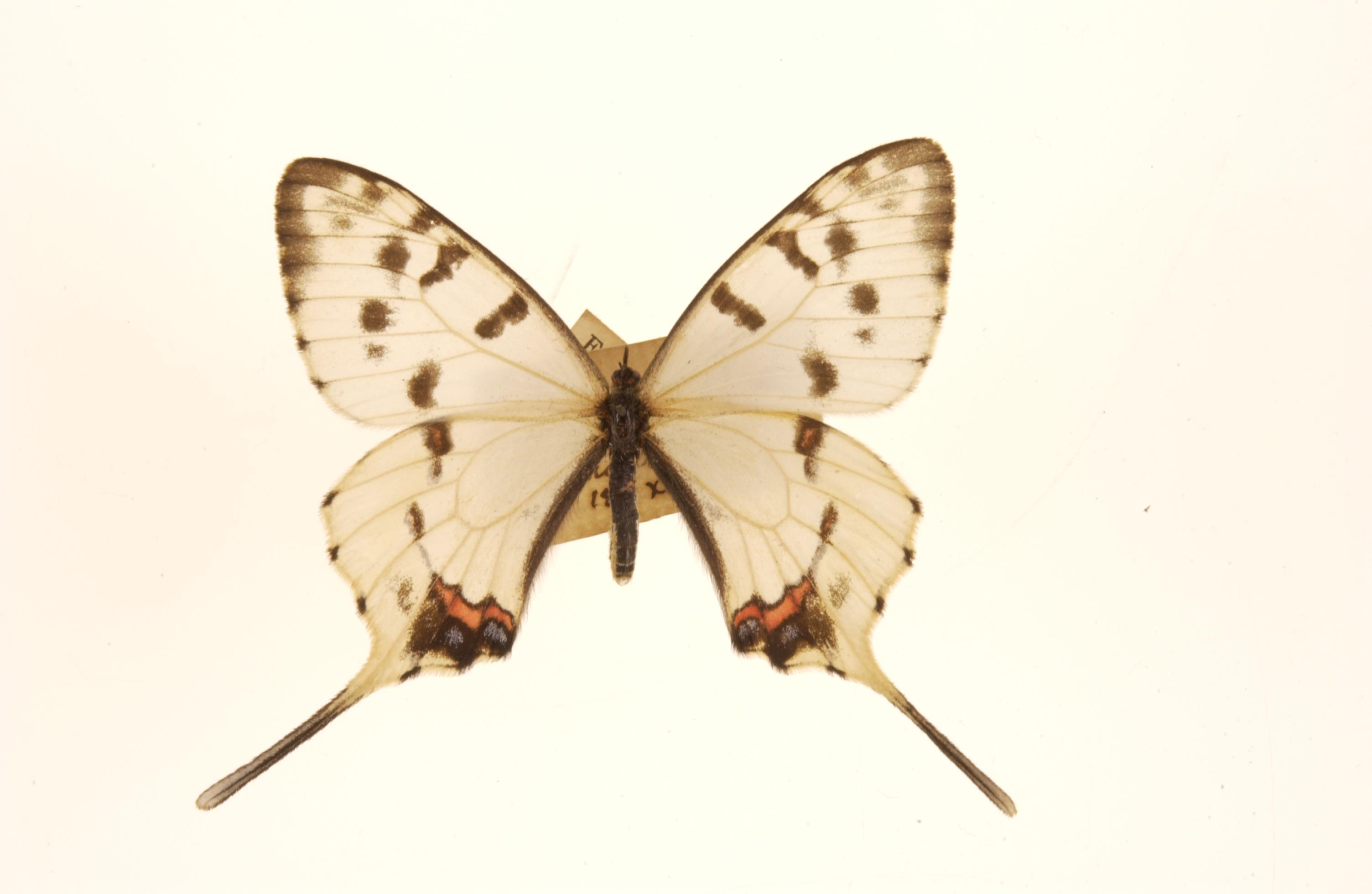